# Kansai Ki-In
La Kansai Ki-In (関西棋院), es decir, Asociación de Go de Kansai , es un organizador de go en Japón fundado por Hashimoto Utaro en 1950. Aunque no es tan grande como su principal rival, la Nihon Ki-In, también expide diplomas a los jugadores fuertes y supervisa a los profesionales al igual que la Nihon Ki-In.
La Segunda Guerra Mundial creó grandes dificultades para viajar entre Osaka y Tokio para ir a los acontecimientos de la Nihon Ki-In. La Nihon Ki-In creó una sección occidental, pero cuando una disputa por el título de Honinbo surgió en 1950, esta sección declaró su independencia.